# Соарес, Эвертон
Э́вертон Со́уза Соа́рес, также известный как Э́вертон Себоли́нья (порт.-браз. Everton Sousa Soares; родился 22 марта 1996 года в Мараканау, штат Сеара) — бразильский футболист, нападающий клуба «Фламенго» и сборной Бразилии.

## Клубная карьера
Эвертон — воспитанник клуба «Гремио». 20 апреля 2014 года в матче против «Атлетико Паранаэнсе» он дебютировал в бразильской Серии A. 6 июня 2015 года в поединке против «Гояса» Эвертон забил свой первый гол за «Гремио» в чемпионате. 3 марта 2016 года в матче Кубка Либертадорес против эквадорского ЛДУ Кито он забил гол.
В 2017 году Эвертон чаще использовался в качестве игрока, выходящего на замену. Однако, по отзывам СМИ, он довольно успешно справляется с этой функцией.

## Международная карьера
8 сентября 2018 года в товарищеском матче против сборной США Эвертон дебютировал за сборную Бразилии.
Летом 2019 года Эвертон был приглашён в сборную для участия в Кубке Америки, который состоялся в Бразилии. В первом матче в группе против Боливии, выйдя на замену, отличился голом на 85-й минуте и установил окончательный счёт в матче — 3:0. В третьем матче против Перу забил гол на 31-й минуте, отдал голевую передачу и был признан лучшим игроком матча, а сборная Бразилии победила 5:0. В финале против Перу на 31-й минуте матча открыл счёт в игре, а его команда в итоге одержала победу и завоевала трофей. По итогам проведённого турнира стал лучшим бомбардиром (3 мяча) и был признан лучшим молодым игроком.

### Голы за сборную Бразилии
| # | Дата         | Место                                 | Противник | Счёт | Результат | Соревнование       |
| - | ------------ | ------------------------------------- | --------- | ---- | --------- | ------------------ |
| 1 | 14 июня 2019 | Морумби, Сан-Пауло, Бразилия          | Боливия   | 3:0  | 3:0       | Кубок Америки 2019 |
| 2 | 22 июня 2019 | Арена Коринтианс, Сан-Пауло, Бразилия | Перу      | 3:0  | 5:0       | Кубок Америки 2019 |
| 3 | 7 июля 2019  | Маракана, Рио-де-Жанейро, Бразилия    | Перу      | 1:0  | 3:1       | Кубок Америки 2019 |

## Достижения
Командные
 «Гремио»
- Обладатель Кубка Бразилии — 2016
- Обладатель Кубка Либертадорес — 2017

Международные
 Сборная Бразилии
- Обладатель Кубка Америки: 2019
- Финалист Кубка Америки: 2021